# 하리츠 가르테
하리츠 가르테 페르난데스(Haritz Garde Fernández, 1976년 1월 23일 ~ )은 스페인의 음악가로, 라 오레하 데 반 고흐의 일원이다. 공연에서는 드럼을 담당하고 있다.